# 모네론섬

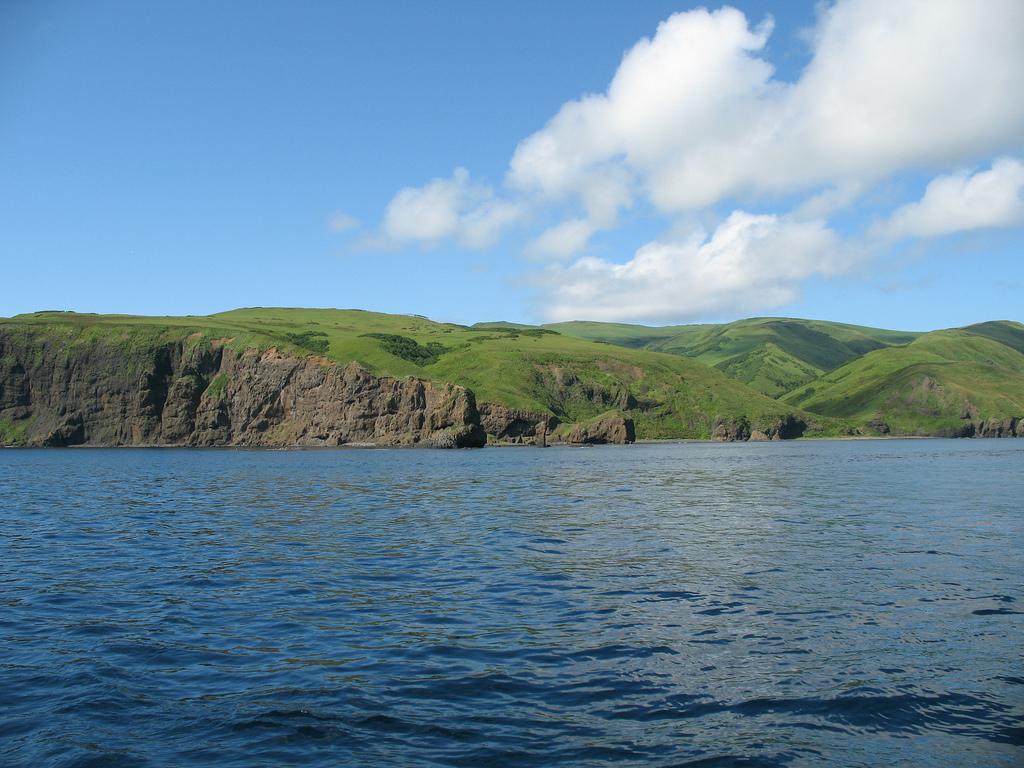
모네론 섬

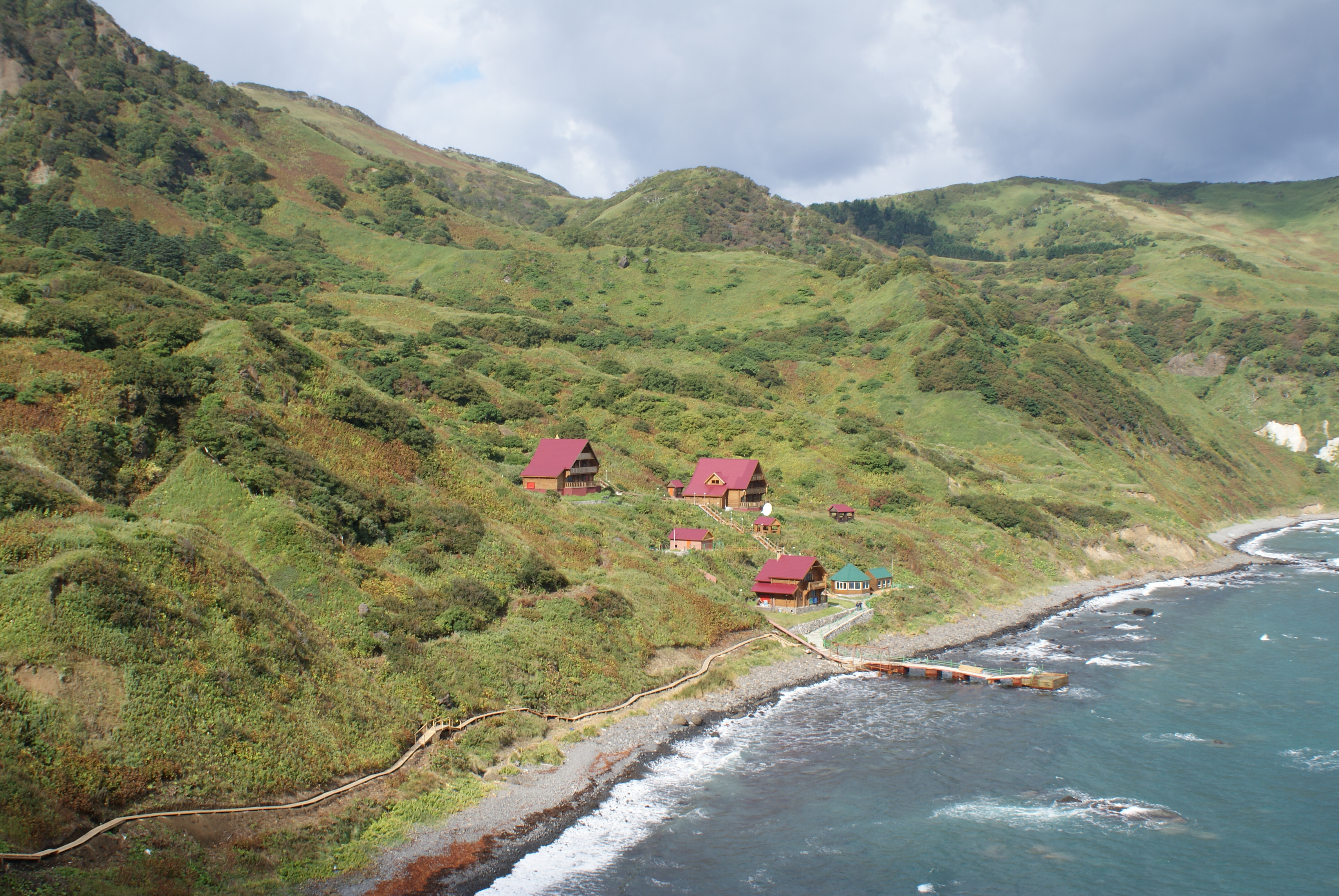
2009년에 촬영한 사진

모네론섬(러시아어: Остров Монерон, 일본어: 海馬島 가이바토[*])은 러시아 사할린 주에 위치한 섬이다. 면적은 30km2이고, 해안선 길이는 약 20km이다. 최고도는 429m(1,407피트)이며, 길이는 약 7.2km, 폭은 5.5km(3.4마일)이다.
사할린의 네벨스크항에서 41해리(76km), 사할린 섬에서 남서쪽으로 약 56km 떨어진 동해 북동단에 위치한다.
모네론섬엔 과거 주민이 살았으나, 현재는 무인도가 되었다. 날씨가 맑은 날엔 일본의 레분섬과 리시리섬이 보인다.
러시아 최초의 해양 국립공원인 '모네론 국립공원' 으로 지정되었으며, 2008년에 관광객들이 섬을 방문할 수 있도록 관광 단지가 조성되어 2011년부터 연간 약 1,000명의 관광객이 방문한다.

## 사건 사고
1983년 9월 1일 부근 해역에서 대한항공기 피격 참사가 발생하였다.